# 空中三角测量
空中三角测量（Aerotriangulation，简称空三）指在摄影测量过程中，利用航摄像片与所摄目标之间的空间几何关系，根据少量像片控制点（为加密和测图而直接在实地测定的控制点），计算待求点的平面位置、高程和像片外方位元素的一种测量方法。分为解析法和模拟法两类，模拟空中三角测量是在模拟立体测图仪上进行，解析空中三角测量是采用严密的数学公式，按最小二乘法原理，用计算机进行的空中三角测量，是目前主流的方法。
解析空中三角测量按平差模型可以分为航带法、独立模型法和光束法：
- 航带法空中三角测量：由单个航线构成的模型为平差基本单元的空中三角测量，由于航带模型仍存在偶然误差和残余的系统误差的影像，模型连接时误差的累计使航带产生变形，致使绝对定向后获得的地面坐标只是概略值。这种方法精度较差，但计算速度快，可以提供初始值。
- 独立模型法空中三角测量：由单模型或多个模型组成的单元模型作为整体平差运算中的基本单元的空中三角测量。这种方法较航带法严密，计算量较大，不能很好的消除系统误差的影像，但对粗差有较好的抵抗能力。
- 光束法空中三角测量：以摄影时目标点、相应像点和摄站点三点共线条件所建立的每条空间光线作为整体平差运算中的基本单元的空中三角测量。这种方法理论最严密，精度最高，计算量较大，是目前解析空三的主流方法。